# Marco Marchi (calciatore)
Marco Marchi (Firenze, 4 marzo 1957) è un allenatore di calcio ed ex calciatore italiano, di ruolo difensore.

## Caratteristiche tecniche

### Giocatore
Giocava come terzino sinistro.

## Carriera

### Giocatore
Inizia la carriera nel settore giovanile della Fiorentina, con cui nella stagione 1976-1977 gioca 5 partite in Serie A; l'anno seguente disputa invece 2 partite, mentre nella stagione 1978-1979 scende in campo in 7 occasioni. Rimane alla Fiorentina per un'ulteriore stagione, nella quale colleziona una presenza, la quindicesima in partite di campionato con la maglia della Fiorentina. Viene poi ceduto alla Pistoiese, con cui nella stagione 1980-1981 gioca 15 partite in massima serie senza mai segnare.
Nella stagione 1981-1982 gioca poi in Serie B con il Pescara; in seguito ha giocato per tre stagioni consecutive in Serie C1 con la Rondinella. Dal 1985 al 1987 ha giocato in Serie B nel Cagliari, per un totale di 66 presenze senza reti nella serie cadetta.
Nella stagione 1987-1988 ha invece giocato in Serie C1, sempre con il Cagliari, segnando un gol in 30 presenze, per un totale di 96 presenze ed un gol in carriera con la maglia della squadra sarda. Nella stagione 1988-1989 ha giocato in Serie C2 nella Rondinella, così come nella stagione successiva, mentre nei due anni seguenti ha giocato con i toscani nel Campionato Interregionale, la quinta serie dell'epoca.

### Allenatore
Ha allenato numerose squadre a livello giovanile.

## Palmarès

### Giocatore

#### Competizioni internazionali
- Coppa di Lega Italo-Inglese: 1

Fiorentina: 1975